# NForce2
| nForce2                                                       | nForce2                        |
| ------------------------------------------------------------- | ------------------------------ |
|                                                               |                                |
| Материнская плата Epox EP-8RDA3I на чипсете nForce2 Ultra 400 |                                |
| Поддержка ЦП                                                  | Athlon Athlon XP Duron Sempron |
| Поддержка сокета                                              | Socket A                       |
| Предшественник                                                | nForce                         |
| Преемник                                                      | nForce3                        |

nForce2 — чипсет для материнской платы, выпущенный фирмой nVidia в 2002 г. Поддерживал процессоры Athlon, Athlon XP, Duron и Sempron Socket A. Имел поддержку системной шины 100(200), 133(266) и 166(333) MHz (nForce2 400 также 200(400) MHz) и памяти DDR.
По сравнению с VIA KT400 чипсет имел более эффективный контроллер памяти, поэтому системы на его основе были на 10—15 % быстрее аналогичных систем на VIA. Хотя стоимость плат на nForce2 также была выше, чем у VIA, чипсет очень быстро завоевал популярность и положил конец доминированию фирмы VIA на рынке чипсетов для AMD.
Основные модификации nForce2:
- nForce2  —  первоначальный вариант чипсета. Имел одноканальный контроллер памяти.
- nForce2 Ultra  —  вариант с двухканальным контроллером. Использовалось 3 разъема (за исключением материнских плат от Gigabyte) под память DDR, чтобы все модули одновременно работали в двухканальном режиме, надо было в третий слот поставить модуль памяти объёмом в 2 раза большим, чем первые два. Например, если первые два модуля были по 256М, то в третий разъем (он обычно выделялся другим цветом) нужно было поставить модуль 512М.
- nForce2 400  —  вариант с поддержкой шины 200(400) MHz.
- nForce2 Ultra 400  —  вариант с двухканальным контроллером и поддержкой шины 200(400) MHz.
- nForce2 IGP  —  вариант со встроенным видеоядром GeForce4 MX440. Имел два разъема VGA на плате, что позволяло подключать одновременно два монитора. Отличался довольно высокой ценой, поэтому не получил большого распространения.